# استاروروسوفکا
استاروروسوفکا (به لاتین: Starourusovka) یک منطقهٔ مسکونی در روسیه است که در استان آستراخان واقع شده‌است.